# Моледет
Моле́дет (ивр. מולדת‎ — «Родина») — небольшая правая политическая партия в Израиле.
Была представлена в кнессете с 12 до 17 созывов.

## Политическая программа
«Моледет» выступает за осуществление трансфера (перемещения) всего арабского населения Эрец-Исраэль, включая Иудею и Самарию (Западный берег реки Иордан) и сектор Газа), в другие страны «по их [арабов] собственному желанию». Однако программа партии «Моледет» предусматривает предоставление гражданства Израиля тем арабам, которые пройдут действительную армейскую службу в рядах Армии обороны Израиля или альтернативную гражданскую службу (с длительностью в 2 раза больше армейской).
Партия также считает, что большое количество арабских стран с огромными территориями могут беспроблемно решить вопрос абсорбции палестинских арабов так же, как Израиль решил вопрос абсорбции евреев, выходцев из арабских стран.

### Программа партии Моледет с точки зрения СМИ
Многие западные средства массовой информации (например, «Нью-Йорк таймс») пишут, что в программе партии «Моледет» идет речь о насильственном выселении арабского населения с оккупированных Израилем территорий.

## История
«Моледет» была основана в 1988 году Рехаваамом Зеэви («Ганди»), который возглавлял её вплоть до убийства Зеэви террористами НФОП в[2001 году, после чего председателем партии был избран раввин Бени Элон.
На выборах в кнессет 12-го созыва в 1988 году «Моледет» получила 2 мандата. В начале 1991 го]а «Моледет» вошла в коалиционное правительство Ицхака Шамира. Некоторые из израильских министров выступили против вступления партии в правящую коалицию, обвиняя её в расизме.
В 1999 году «Моледет» вступила в союз с партиями «Херут — Национальное движение» и «Ткума» для формирования национального союза «Ихуд Леуми» и оставалась в его обновлённом составе на выборах 2003, 2006 и 2009 года.